# Oldenlandia sieberi
Oldenlandia sieberi är en måreväxtart som beskrevs av John Gilbert Baker. Oldenlandia sieberi ingår i släktet Oldenlandia och familjen måreväxter.

## Underarter
Arten delas in i följande underarter:
- O. s. congesta
- O. s. sieberi